# Méka Brunel
Pour les articles homonymes, voir Brunel.
Méka Brunel est une femme d'affaires franco-iranienne, née le 9 mai 1956 à Téhéran et vivant en France, présidente Europe d'Ivanhoé Cambridge puis directrice générale de Gecina jusqu'en avril 2022. Elle est vice-présidente de la Fondation Palladio et administratrice d'Hammerson plc.

## Biographie
Elle est née le 9 mai 1956 à Téhéran, dans une famille de religion bahaïe, et s'est vu attribuer le prénom Mahkameh, simplifié ultérieurement en Méka. Elle vit en Iran jusqu'à l'âge de 16 ans. Sa famille quitte l'Iran pour la France et s'installe à Besançon, où elle poursuit sa scolarité au lycée. Elle obtient ensuite un diplôme d'ingénieure en travaux publics, à l'ESTP Paris, et travaille 10 ans chez Fougerolle. Mariée à un ingénieur, elle reprend ensuite des études en marketing, et devient titulaire d'un executive MBA à HEC Paris,. Elle est également membre Fellows de la Royal Institution of Chartered Surveyors.
Embauchée en 1996 à la direction de la construction de l'entreprise Simco, elle reste en fonction durant les fusions successives avec la CIPM en 1997, la SIF en 2000, et finalement Gecina qui acquiert l'entreprise en 2003. Elle y est successivement directrice de la construction puis du patrimoine, puis de l'investissement puis chargée du développement et de la diversification.
Elle est nommée en 2006 présidente du directoire d'Eurosic, une Société d'investissement immobilier cotée (SIIC) qui gère un patrimoine significatif de bureaux, en région parisienne et dans les grandes métropoles régionales. Elle devient ensuite directrice générale Europe de la Société immobilière Trans-Québec, SITQ, filiale de Ivanhoé Cambridge, un acteur immobilier majeur du quartier de La Défense, puis vice-présidente Europe et en 2016 présidente Europe de Ivanhoé Cambridge. À ce titre, elle pilote le projet Duo de deux tours, porte d'Ivry, confiées à l'architecte Jean Nouvel,.
Elle est également administratrice de différentes sociétés, notamment du Crédit foncier de France, de la Fédération des sociétés immobilières et foncières et de l'université de Cergy-Pontoise.
Elle rejoint en 2017 Gecina comme directrice générale. Elle y apporte une vision des évolutions nécessaires pour cette société, organise l'absorption du concurrent Eurosic, et lance la marque YouFirst, pour fédérer l’ensemble des actifs du groupe .
Elle est nommée également en octobre 2017 à la présidence du conseil de développement (Codev) de la Métropole du Grand Paris,.

## Décorations
Le 31 décembre 2019, Méka Brunel est nommée au grade de chevalier dans l'ordre national de la Légion d'honneur au titre de « directrice générale d'un groupe immobilier ; 39 ans de services ».
Le 15 mai 2025, Méka Brunel est nommée au grade d'officier de l'ordre national du Mérite au titre de « présidente d'une fondation d'immobilier et d'urbanisme ; 44 ans de services ».

## Pour approfondir